# 成都航空
成都航空（せいと-こうくう）は中華人民共和国四川省成都市に本社を置く航空会社。正式名称は成都航空有限公司。旧社名は鷹聯航空で格安航空会社であった。四川航空グループの一員。 成都双流国際空港を焦点空港としている。

## コードデーター
- IATA航空会社コード：EU
- ICAO航空会社コード：UEA
- コールサイン：JINGXIU
- 中国語コールサイン：

## 沿革

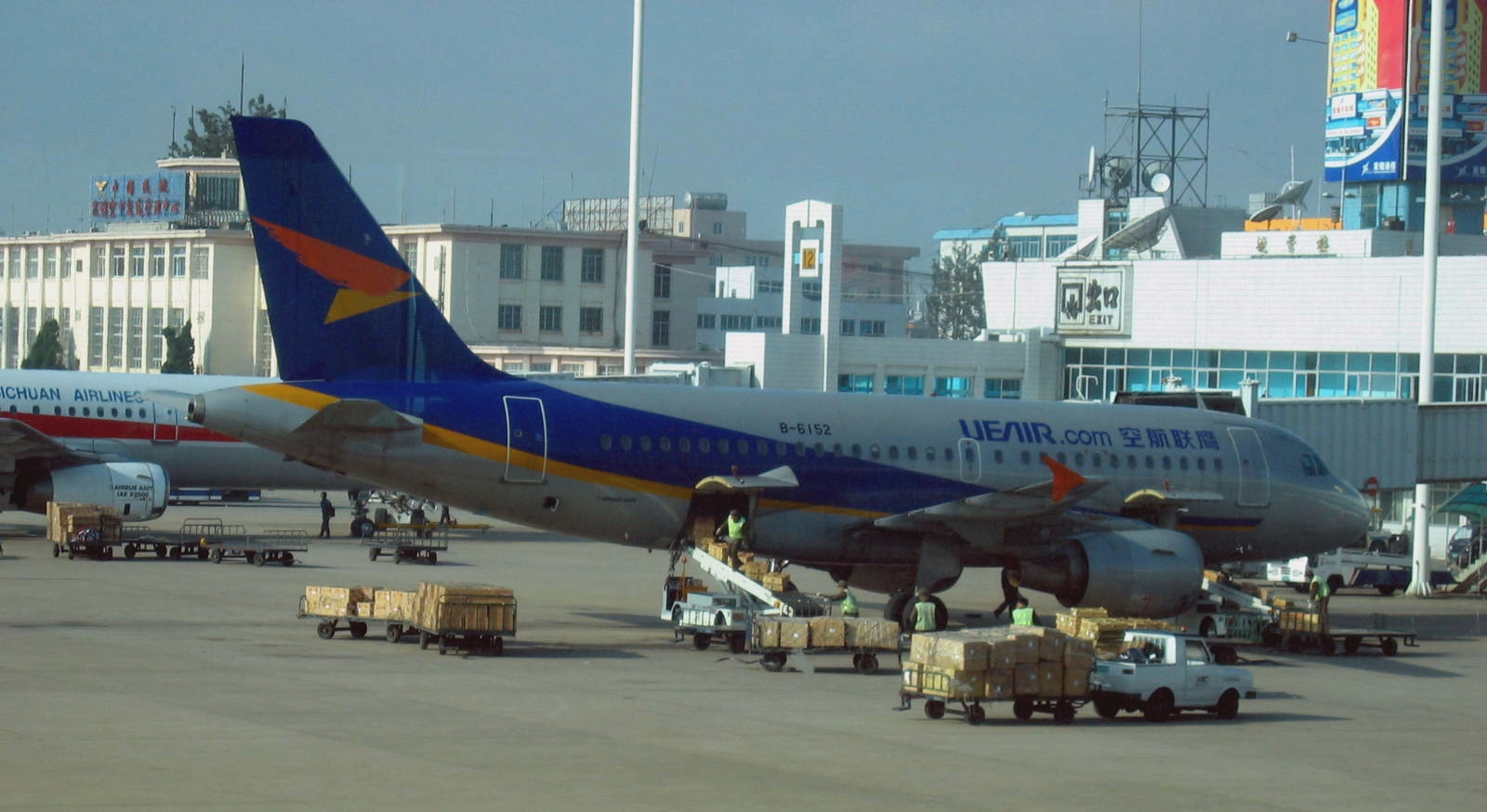
旧鷹聯航空塗装のエアバスA319-100型機

- 2004年2月10日　鷹聯航空有限公司が発足する。資本金は8,000万元。
- 2005年7月26日　一番機である成都 - 深圳線が就航する。
- 2006年7月　成都 - 北京線（南充経由）が就航する。北京首都国際空港に初めて民間航空機が飛来する。
- 2006年9月1日　四川省成都市の中級人民法院（地方裁判所）が鷹聯航空の銀行口座を凍結したと発表した。
- 2006年11月20日　四川航空から2,000万元の資本注入を受け、四川航空が鷹聯航空の株式の20%を保有することとなる。
- 2009年3月17日　四川航空から2億元の資本注入を再度受け、四川航空が株式の76%を保有することとなる。
- 2010年1月23日　午前3時で鷹聯航空としての営業を終了し、四川航空グループとしての成都航空がスタートする。
- 2015年11月29日　Comac ARJ21-700を受領。世界で初めて営業路線に同機を就航する（ローンチカスタマー）。

## 就航都市(一部)

### 国内線
- 成都 - 南充 - 北京
- 成都 - 長沙 - 杭州
- 成都 - 石家荘 - 秦皇島
- 成都 - 石家荘 - 長沙
- 成都 - 蘭州 - 敦煌
- 成都 - 三亜
- 成都 - 昆明
- 成都 - 麗江
- 成都 - 蘭州
- 成都 - 柳州
- 成都 - 杭州
- 成都 - 台州
- 成都 - 深圳
- 石家荘 - 長沙
- 石家荘 - 温州

### 国際線
- 成都/天府 - チェンマイ
- カシュガル - ホジェンド(2025年7月1日より運航開始予定)[1]

## 保有機材
| 機種             | 保有数 | 座席数 |
| ---------------- | ------ | ------ |
| エアバスA319-100 | 4      | 144    |
| エアバスA320-200 | 31     | 180    |
| エアバスA320neo  | 12     | 180    |
| エアバスA321neo  | 5      | 227    |
| Comac ARJ21-700  | 30     | 90     |